# IC 2979
IC 2979 је спирална галаксија у сазвјежђу Велики медвјед која се налази на листи објеката дубоког неба у Индекс каталогу.
Деклинација објекта је + 32° 9' 31" а ректасцензија 11h 56m 54,2s. Привидна величина (магнитуда) објекта IC 2979 износи 13,5 а фотографска магнитуда 14,5. IC 2979 је још познат и под ознакама UGC 6925, MCG 5-28-54, CGCG 157-59, PGC 37559.